# Liste von Persönlichkeiten der Stadt Vlora
Die folgenden Listen enthalten in Vlora geborene sowie zeitweise dort lebende und wirkende Persönlichkeiten chronologisch aufgelistet nach dem Geburtsjahr. Die Liste erhebt keinen Anspruch auf Vollständigkeit.

## In Vlora geborene Persönlichkeiten

### Bis 19. Jahrhundert
- Çelebi Lütfi Pascha (1468–1564), osmanischer Staatsmann und Großwesir des Osmanischen Reichs (1539–41)
- Kemankeş Kara Mustafa Pascha (1592–1644), osmanischer Militär und Großwesir (1638–44)
- Ismail Qemali (1844–1919), Politiker, Verkünder der Unabhängigkeit Albaniens und dessen erster Ministerpräsident
- Syrja Bej Vlora (1860–1940), Politiker und Rilindja-Anhänger
- Seit Qemali (1882–1944), Militär, Politiker und Rilindja-Anhänger
- Qazim Kokoshi (1882–1945), Politiker und Rilindja-Anhänger
- Ali Asllani (1884–1966), Dichter, Politiker und Rilindja-Anhänger
- Ekrem Bey Vlora (1885–1964), Adliger, Politiker und Autor
- Qazim Koculi (1887–1943), Militär und Politiker
- Muhamet Alem Kabashi (1894–1943/45), Widerstandskämpfer gegen den Nationalsozialismus
- Ago Agaj (1897–1994), Politiker

### Ab 20. Jahrhundert
- Pupo Shyti (1918–1997), Ökonom
- Manush Myftiu (1919–1997), Politiker (PPSH)
- Perlat Rexhepi (1919–1942), Partisane und albanischer Volksheld
- Shaban Demiraj (1920–2014), Wissenschaftler
- Rrapo Dervishi (* 1921), Politiker (PPSH)
- Halim Ramohito (1925–2013), Politiker (PPSH)
- Liza Laska (1926–2014), Schauspielerin
- Drita Pelingu (1926–2013), Schauspielerin
- Kristaq Paspali (1928–2001), Sänger (Tenor)
- Fatos Arapi (* 1930), Schriftsteller
- Mina Naqo (* 1939), Mathematiker
- Beniamin Kruta (1940–1994), Ethnologe
- Haxhi Dalipi (* 1943), Ethnologe und Komponist
- Ibrahim Muçaj (1944–2010), Filmregisseur
- Kristaq Mitro (* 1948), Filmregisseur
- Skënder Gjinushi (* 1949), Mathematiker und Politiker
- Maksim Malaj (* 1958), ehemaliger Chef des Generalstabs
- Perlat Musta (* 1958), ehemaliger Fußballnationalspieler
- Edmond Brahimaj (* 1959/60), Oberhaupt des Bektaschi-Ordens
- Arben Malaj (* 1961), Politiker (PS)
- Halim Mersini (* 1961), Fußballtrainer und ehemaliger Fußballtorwart
- Shpëtim Gjika (* 1962), ehemaliger Bürgermeister der Stadt (2003–2015)
- Agim Bubeqi (* 1963), Fußballspieler
- Sokol Kushta (* 1964), ehemaliger Fußballspieler
- Bujar Leskaj (* 1966), Politiker
- Viktor Mitrou (* 1973), griechischer Gewichtheber
- Igli Tare (* 1973), Teammanager von Lazio Rom und ehemaliger Fußballspieler
- Arta Musaraj (* 1974), Akademikerin
- Aurela Gaçe (* 1974 in Llakatund bei Vlora), Sängerin und Teilnehmerin für Albanien am Eurovision Song Contest 2011
- Darian Pavli (* 1975), Jurist und Richter am Europäischen Gerichtshof für Menschenrechte
- Fiona Papajorgji (* 1976), Juristin und Richterin am albanischen Verfassungsgericht
- Ervin Skela (* 1976), Fußballspieler
- Geri Çipi (* 1976), ehemaliger Fußballspieler
- Adrian Aliaj (* 1976), ehemaliger Fußballspieler
- Silva Gunbardhi (* 1981), Sängerin
- Alban Skenderaj (* 1982), Sänger
- Ledian Memushaj (* 1986), Fußballspieler
- Mira Murati (* 1988), Maschinenbauingenieurin und IT-Managerin
- Hair Zeqiri (* 1988), Fußballspieler
- Jurgen Kaçani (* 1993), Volksmusiksänger
- Suela Mëhilli (* 1994), Skirennläuferin
- Gersi Diamanti (* 1999), Fußballspieler
- Shaqir Haruni (* 1999), Fußballspieler
- Pano Qirko (* 1999), Fußballspieler

## Berühmte Einwohner von Vlora
- Avlonyalı Mehmet Ferit Pascha (1851–1914), osmanischer Staatsmann und Großwesir (1903–08)
- Marigo Posio (1882–1932), Rilindja-Aktivistin und Frauenrechtlerin
- Siko Naqo (1884–1945), Partisan, NS-Opfer